# ことり Love Ex P
『ことり Love Ex P』（ことり ラブ・エクスタシー・プラス）は、CIRCUSより発売されたアダルトゲームソフトである。

## 概要
（出典：）
PCゲーム『D.C. 〜ダ・カーポ〜』シリーズのヒロイン・白河ことりにフィーチャーしたファンディスク。過去の本編・ファンディスクのことりルートや、『D.C.I.F. 〜ダ・カーポ〜 イノセントフィナーレ』の18禁移植版などのオリジナルエピソードを収録。通常版のみで初回限定版などはない。

## 作品内容
（出典：）

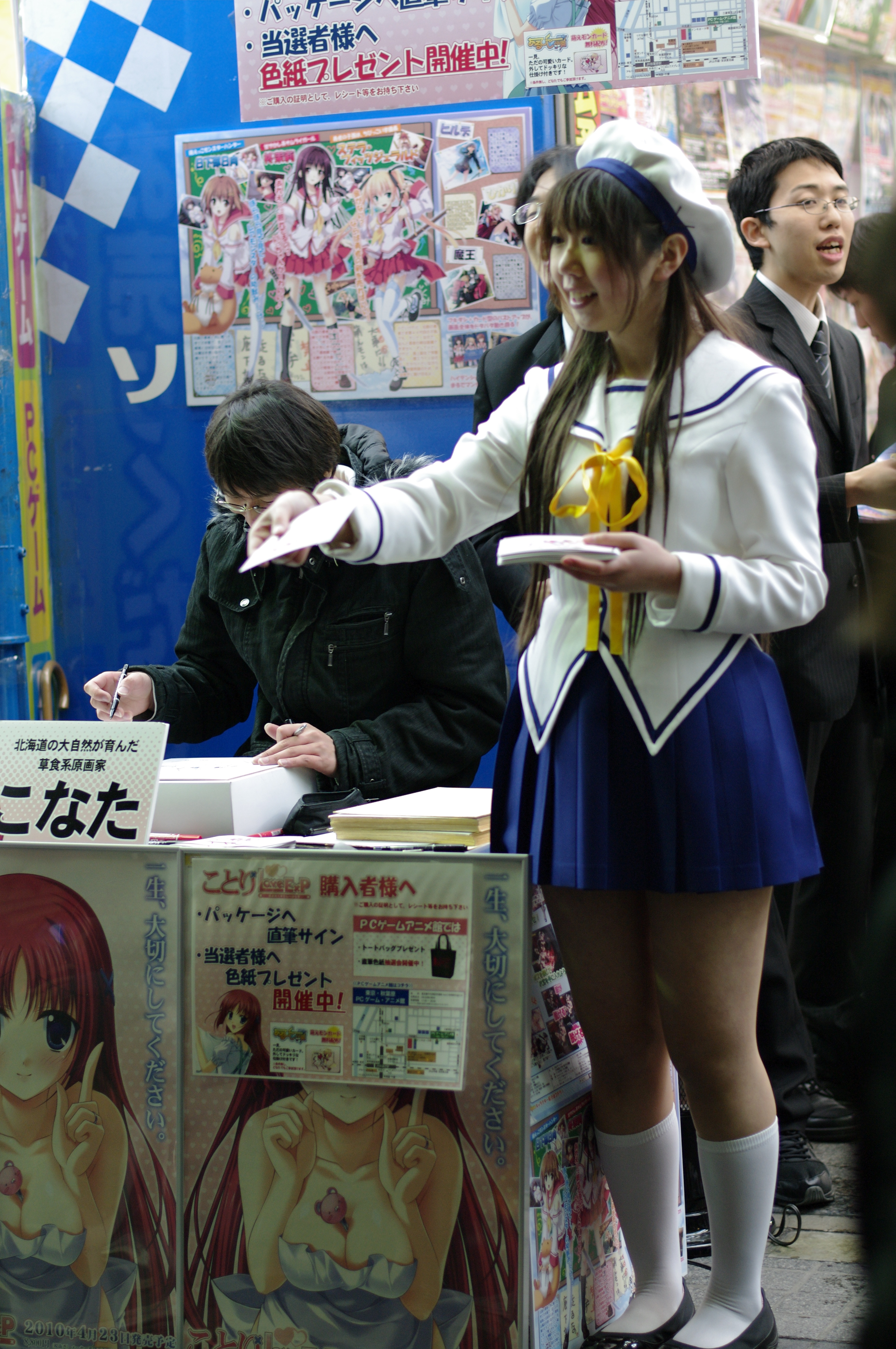
本作キャンペーンがおこなわれている店頭の光景。ソフマップ秋葉原・アミューズメント館（2010年4月23日撮影）

シリーズ過去作品のことりルートを再収録した「ことりLove!」、ファンディスク『D.C.I.F.』を18禁移植した「ことりExtasy!」、オリジナルエピソード「ことりPlus!」の3つのパートがある。

### ことりLove!
D.C.P.C.
ことりシナリオをピックアップした特別版。オリジナルとは違い、ことり以外のヒロインのルートばかり選択すると付属の卒業式で終了となる。他にもヒロインの好感度によるシナリオは全てことりのものとなる。また鷺澤美咲と霧羽香澄は登場しない。
D.C. White Season
ゲーム本編のことりルートのアフターストーリーを再収録。
D.C. After Seasons
春のエピソード「Cherry Blossom」から、工藤叶と紫和泉子のルートを削除してことりルートのみとしたシナリオを収録。
C.D. Christmas Days
クリスマスをテーマとしたサーカスファンディスクから、ことりシナリオのみを再収録。

### ことりExtasy!
D.C.I.F.
コンシューマ版にアダルトシーンを追加した18禁移植版。一部設定の違いがあるためパラレルストーリーに位置づけられている。当作品で鷺澤美咲が登場するのはこのシナリオのみ。コンシューマ版と違って純一のボイスは一切なく、挿入歌「愛の空」も使用されていない。
D.C.I.F. EXTRA
外伝シナリオ5編を収録。『D.C.I.F.』本編の選択次第で閲覧が可能となる。

### ことりPlus!
ことり Love Ex P
本作品のオリジナルエピソード。ことりメインシナリオ（『D.C.I.F.』のシナリオではない）以降の新婚生活が描かれる。

## 登場人物
白河ことり
声：日向裕羅
水越眞子
声：山田ゆな
白河暦
声：風華
葛飾あゆみ
声：ぴろす
佐伯 千明（さえき ちあき）
声：風華、原画：がちゃ（おかざきみつき）
『D.C.W.S.』の時期に生まれた暦の娘。ことりの姪にあたり、『ことり Love Ex P』では仕事に忙しい暦に代わり朝倉家によく預けられている。TVアニメ『D.C.S.S』に登場している。
勝浦 三枝（かつうら みえ）
声：ひなき藍、原画：ちまQ
『ことり Love Ex P』に登場する、テレビ番組『新婚さんおこしやす』の司会者。「子作り大明神」の異名をもち、下ネタを織り交ぜたトーク（関西弁）で番組を盛り上げている。
山瀬 マコト（やませ マコト）
声：あさぎ夕、原画：ちまQ
『ことり Love Ex P』に登場する、『新婚さんおこしやす』のアシスタント。気が弱く、三枝のツッコミ役をやるはずがフォローしきれていない。

## スタッフ
- 原画 - こなた、チマQ、がちゃ（おかざきみつき）
- シナリオ - まり
- BGM - 猫野こめっと（彗星堂）

## 主題歌
主題歌「トキメキブーケトス」
作詞・作曲・編曲・歌：Little Non
主題歌「My Dearest」
作詞・作曲：rino、編曲：大久保薫、歌：CooRie
イメージソング「愛妻家でりでりっく」
編曲：関野元規、作詞・作曲・歌：Little Non

## 関連商品

### CD
イメージソングCD『KOTORI LOVE SONGS』
主題歌とイメージソング、計3曲を収録。